# Agata Ozdoba
Agata Ozdoba-Blach (* 25. Februar 1988) ist eine polnische Judoka. Sie war Europameisterschaftsdritte 2014 und Weltmeisterschaftsdritte 2017.

## Sportliche Karriere
Agata Ozdoba war von 2011 bis 2019 sechsmal polnische Meisterin im Halbmittelgewicht, der Gewichtsklasse bis 63 Kilogramm.
2011 nahm sie an der Universiade in Shenzhen teil und belegte den fünften Platz. Bei den Europameisterschaften 2014 unterlag sie im Halbfinale der Slowenin Tina Trstenjak, im Kampf um eine Bronzemedaille bezwang sie die Italienerin Edwige Gwend. Ende 2016 gewann sie den Titel bei den Militärweltmeisterschaften.
Bei den Weltmeisterschaften 2017 in Budapest besiegte sie im Achtelfinale Edwige Gwend und im Viertelfinale die Brasilianerin Ketleyn Quadros. Im Halbfinale unterlag sie der Französin Clarisse Agbegnenou, den Kampf um Bronze gewann sie gegen die Deutsche Martyna Trajdos. 2019 belegte Ozdaba den siebten Platz bei den im Rahmen der Europaspiele 2019 ausgetragenen Europameisterschaften. 2021 erreichte sie den fünften Platz bei den Europameisterschaften in Lissabon, nachdem sie im Kampf um Bronze gegen die Slowenin Andreja Leški verloren hatte. Drei Wochen nach den Europameisterschaften traf sie im Finale des Grand-Slam-Turniers in Kasan auf Ketleyn Quadros und gewann ihren ersten Grand-Slam-Titel. Bei den Olympischen Spielen in Tokio unterlag sie im Viertelfinale der Italienerin Maria Centracchio und belegte am Ende den siebten Platz.